# Adolf Warschauer

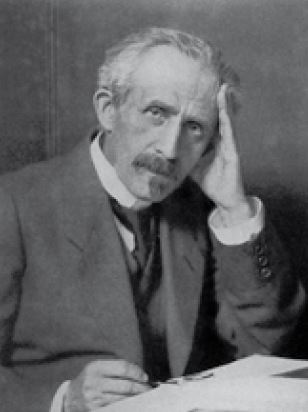
Adolf Warschauer um 1905

Adolf Warschauer (* 13. Oktober 1855 in Kempen, Provinz Posen; † 26. Dezember 1930 in Berlin) war ein deutscher Historiker.
1903 wurde er Professor an der Akademie Posen, war dort und in Danzig im Archivdienst tätig (als erster Jude Direktor eines preußischen Staatsarchivs: 1912 in Danzig) und leitete im Ersten Weltkrieg das Archiv beim Generalgouvernement Warschau.

## Leben
Warschauer wurde als Sohn des Lehrers und Kantors Bernhard Warschauer geboren. Er genoss eine humanistische Schulbildung am Elisabeth-Gymnasium in Breslau, studierte an der Breslauer Universität Archivwissenschaften, Geschichte und Philosophie und promovierte 1881 mit der Arbeit „Quellen zur Geschichte des Florentiner Konzils 1439“.
Warschauer war der einzige nicht getaufte Jude, dem eine Karriere in den Diensten der Preußischen Staatsarchive gelang. Den größten Teil seines Lebens verbrachte er ab 1882 als Geheimer Archivrat am kgl. Staatsarchiv Posen, wo er auch als Mitbegründer und Schriftführer der Historischen Gesellschaft für die Provinz Posen wirkte. Zudem war er ständiger Mitarbeiter bei den Periodika Historische Monatsblätter für die Provinz Posen und der Zeitschrift der Historischen Gesellschaft für die Provinz Posen.
Warschauer, der auch ein Schüler des anerkannten Osteuropahistorikers Josef Caro war, galt als Kenner der polnischen Geschichte und der Posener Landesgeschichte im Besonderen. Außerdem unterrichtete er an der Posener Akademie das Fach Landesgeschichte.
Besondere Bedeutung erlangten die gemeinsam mit Otto Mente entwickelten Techniken zum Einsatz der Fotografie im Bereich des Archivwesens. 1912 wurde er schließlich zum Archivdirektor des Danziger Staatsarchivs berufen und somit als erster Jude Direktor eines deutschen Staatsarchivs. Um 1918 gelangte Warschauer nach Berlin, wo er als Gründungsmitglied des Gesamtarchivs der deutschen Juden weiterhin dem Kuratorium angehörte und den Aufbau des Gesamtarchivs entscheidend mitbeförderte. 1929 schlug ihn Ismar Elbogen als Editor der neu belebten Zeitschrift für die Geschichte der Juden in Deutschland vor, der dieses Stellenangebot aufgrund seiner angeschlagenen Gesundheit jedoch ablehnen musste.
Neben Aufsätzen und Schriften zur Posener Landesgeschichte verfasste er seine Memoiren „Deutsche Kulturarbeit in der Ostmark“, die am besten seine wissenschaftlichen Verdienste bezeugt.
Adolf Warschauer war seit 1894 verheiratet mit Bertha, geborene Braun, und das Paar hatte eine Tochter namens Anna. Seine letzte Ruhe fand er auf dem Jüdischen Friedhof im Prenzlauer Berg.

## Schriften (Auswahl)
- Die mittelalterlichen Innungen zu Posen. In: Zeitschrift der Historischen Gesellschaft für die Provinz Posen, Erster Jahrgang, S. 14–84 (Google Books),  S. 248–322 (Google Books) und  S. 433–484 (Google Books), Posen 1885.
- Die Chronik der Stadtschreiber von Posen. In: Zeitschrift der Historischen Gesellschaft für die Provinz Posen, Dritter Jahrgang, Posen 1888, S. 1–52  (Google Books),  S. 211–222 (Google Books), S. 297–340 (Google Books) und S. 415–457 (Google Books).
- Die Ueberschwemmungen in der Stadt Posen in den früheren Jahrhunderten. In: Zeitschrift der Historischen Gesellschaft für die Provinz Posen, Fünfter Jahrgang, Posen 1890, S. 155–180 (Google Books).
- Die mittelalterlichen Stadtbücher der Provinz Posen. In: Zeitschrift der Historischen Gesellschaft für die Provinz Posen, Elfter Jahrgang, S. 349–82 (Google Books), sowie Zwölfter Jahrgang, S. 61–121 (Google Books) und S. 337–358 (Google Books), Posen 1896–97.
- Geschichte der Stadt Pakosch (= Zeitschrift der Historischen Gesellschaft für die Provinz Posen, Band 20),  Posen 1905.
- Geschichte der Provinz Posen in polnischer Zeit (= Historische Monatsblätter für die Provinz Posen. Jg. 15, Beil., ZDB-ID 517922-1). Historische Gesellschaft für die Provinz Posen, Posen 1914.
- Geschichte der Stadt Gnesen (= Zeitschrift der Historischen Gesellschaft für die Provinz Posen. Bd. 30, ZDB-ID 517924-5). Historische Gesellschaft für die Provinz Posen, Posen 1918, (online).
- Die Geschichte des Streites um die Nationalität des Kopernikus. In: Mitteilungen der Historischen Gesellschaft für Posen. H. 1, 1925, ZDB-ID 557771-8, S. 1–26.
- Deutsche Kulturarbeit in der Ostmark. Erinnerungen aus 4 Jahrzehnten. Hobbing, Berlin 1926.